# Адам и Ева (ТВ филм)
Адам и Ева је југословенски ТВ филм из 1969. године. Режирао га је Марио Фанели по делу Мирослава Крлеже.

## Улоге
| Глумац             | Улога                   |
| ------------------ | ----------------------- |
| Звонимир Чрнко     | Адам                    |
| Ана Карић          | Ева                     |
| Божидарка Фрајт    | Жена (као Божена Фрајт) |
| Драган Миливојевић | Мушкарац                |
| Јагода Калопер     | Девојка                 |
| Винко Вискић       | Младић                  |
| Тито Строци        | Генерал                 |
| Свен Ласта         | Генерал 2.              |
| Златко Мадунић     | Фратар                  |

Остале улоге  ▼
| Глумац           | Улога               |
| ---------------- | ------------------- |
| Хермина Пипинић  | Госпођа у црнини    |
| Бранка Стрмац    | Дама                |
| Лена Политео     | Дама која плаче     |
| Иво Фици         | Човек са загонетком |
| Изет Хајдархоџић |                     |